# 行速丸
行速丸(こうそくまる/かうそくまる)は、日本海軍の運送船
(兵部省所管の運輸船)。
行速は成語で、『左伝』の成公16年の項にある「其行速」(その行くや速やかなり)という句が語源だろうという。

## 船歴
元は清上海

で万延元年(1860年)に竣工した木造外輪汽船でアメリカ汽船フィンセン、またはフイセン
(Fei Seen)。
慶応2年8月(1866年9月頃)に江戸幕府が長崎で(ボートウエンから75,000ドルで)購入し行速丸と命名された。
明治3年4月(1870年5月)に静岡藩から献納の伺いが出され、
同年5月(新暦6月頃)に許可の返答があった。
清水港にいた
行速丸は6月25日(新暦7月23日)品海に到着、
7月5日(新暦8月1日)に兵部省が受領、同省の所管となった。
『海軍省報告書』では明治3年4月(1870年5月頃)に静岡藩から献上されたとしている。
9月8日(新暦10月2日)、行速丸は暴風雨に襲われ、錨を4つ入れ、機関を運転したが錨鎖が切れて第三台場の浅瀬に乗り上げた。
乗員にケガは無かったが、
端舟1隻が流失、右舷の部屋が5箇所破られて室内の品が流失、船体が一部損傷などの被害があった。
引き下ろし作業は10月4日(新暦10月28日)から始められ、11月30日(1871年1月20日)午後3時50分に成功した。
翌明治4年5月の検査では破損や腐食の箇所があり、約8,000両で修理を加えても艦の寿命は後5年程度と見積もられた。
同年7月22日(1871年9月6日)、東京丸購入費用(60,000円+飛龍丸飛隼丸行速丸の3隻で80,000円相当)の一部としてイギリス人(バッチャル)に交付された

## 船長
- 関川伴次郎:明治3年9月3日(1870年9月27日)[19] -